# Oettingen in Bayern

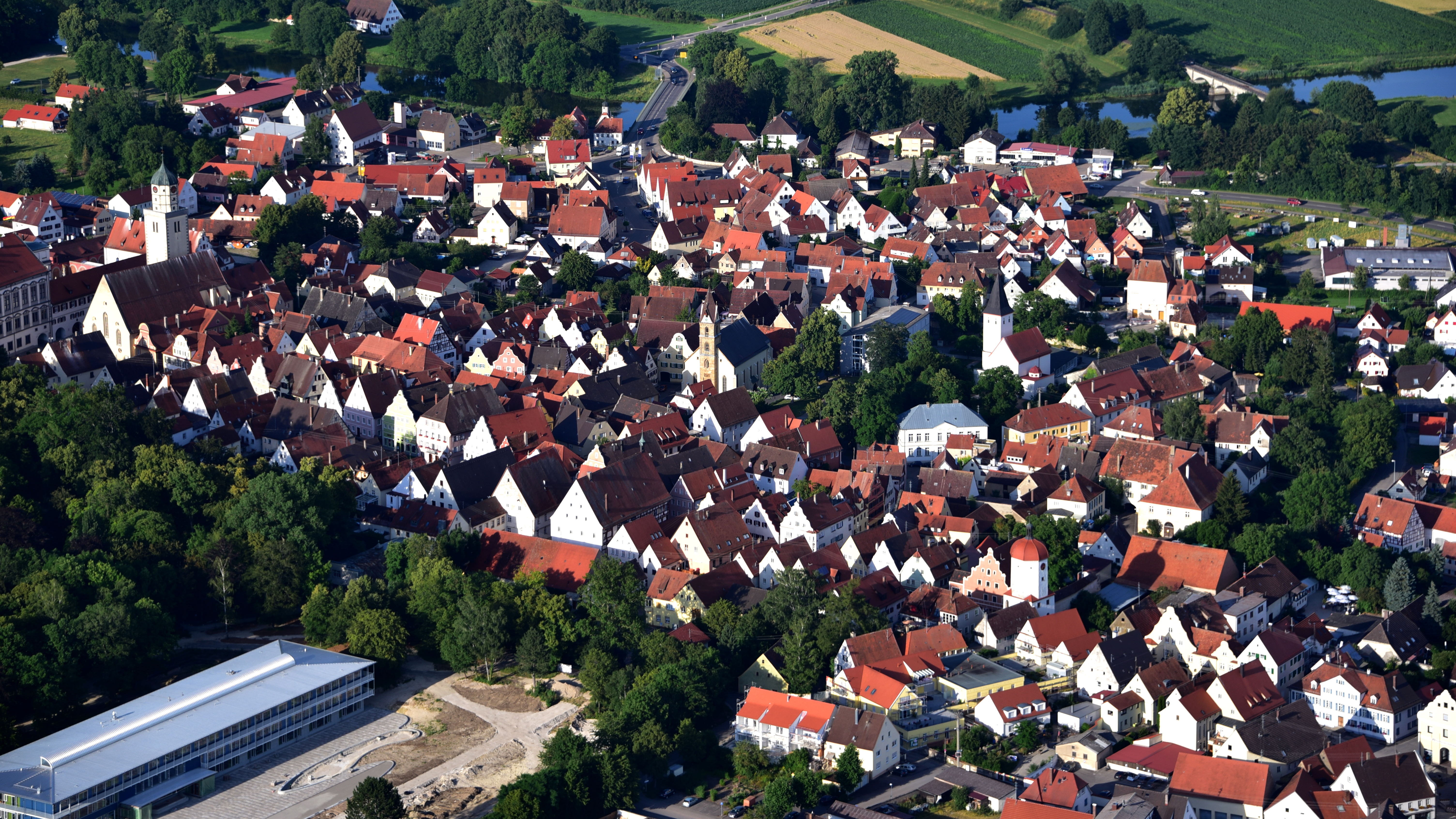
Oettingen, Luftaufnahme (2016)

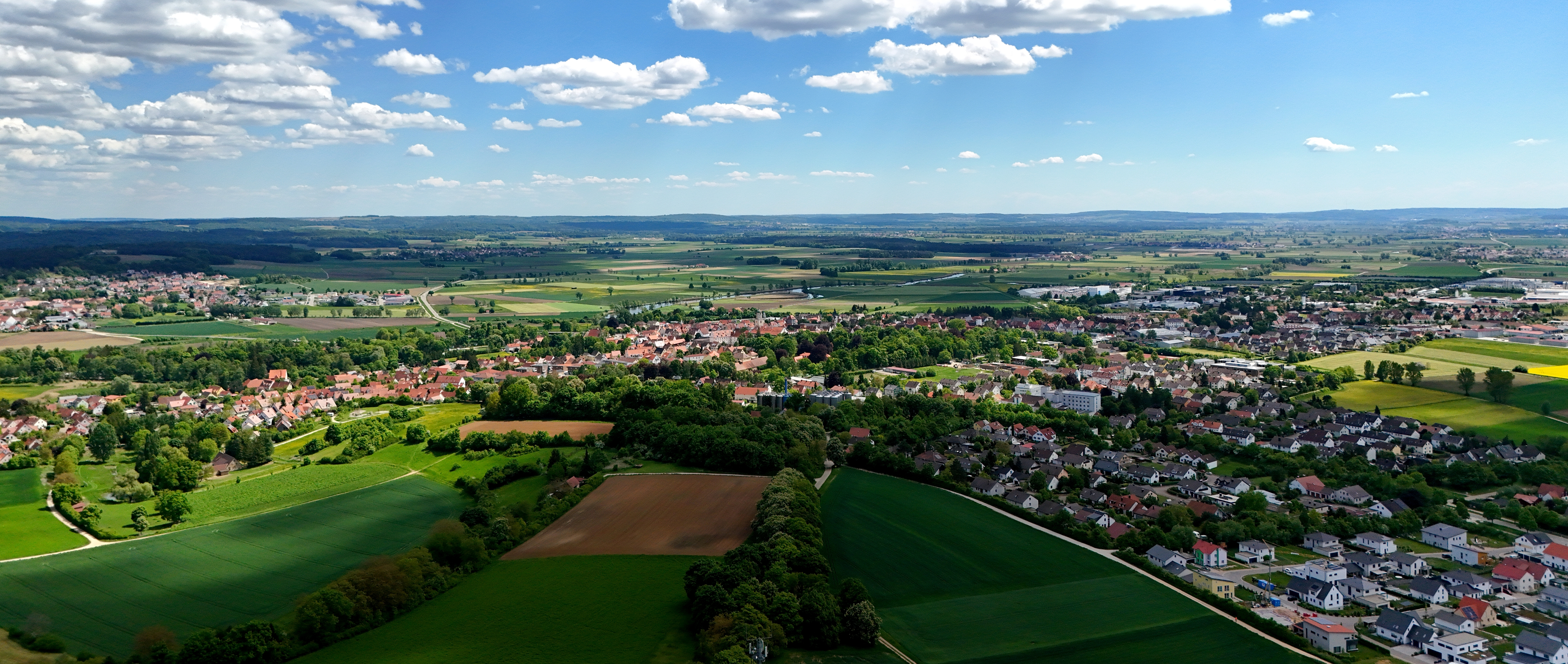
Luftbild aus nordwestlicher Richtung (2025)

Oettingen in Bayern ([ˈœtɪŋən] ⓘ) (amtlich Oettingen i.Bay.; rieser-schwäbisch Eade) ist eine Stadt im schwäbischen Landkreis Donau-Ries und der Sitz der Verwaltungsgemeinschaft Oettingen in Bayern.

## Geographie

### Lage

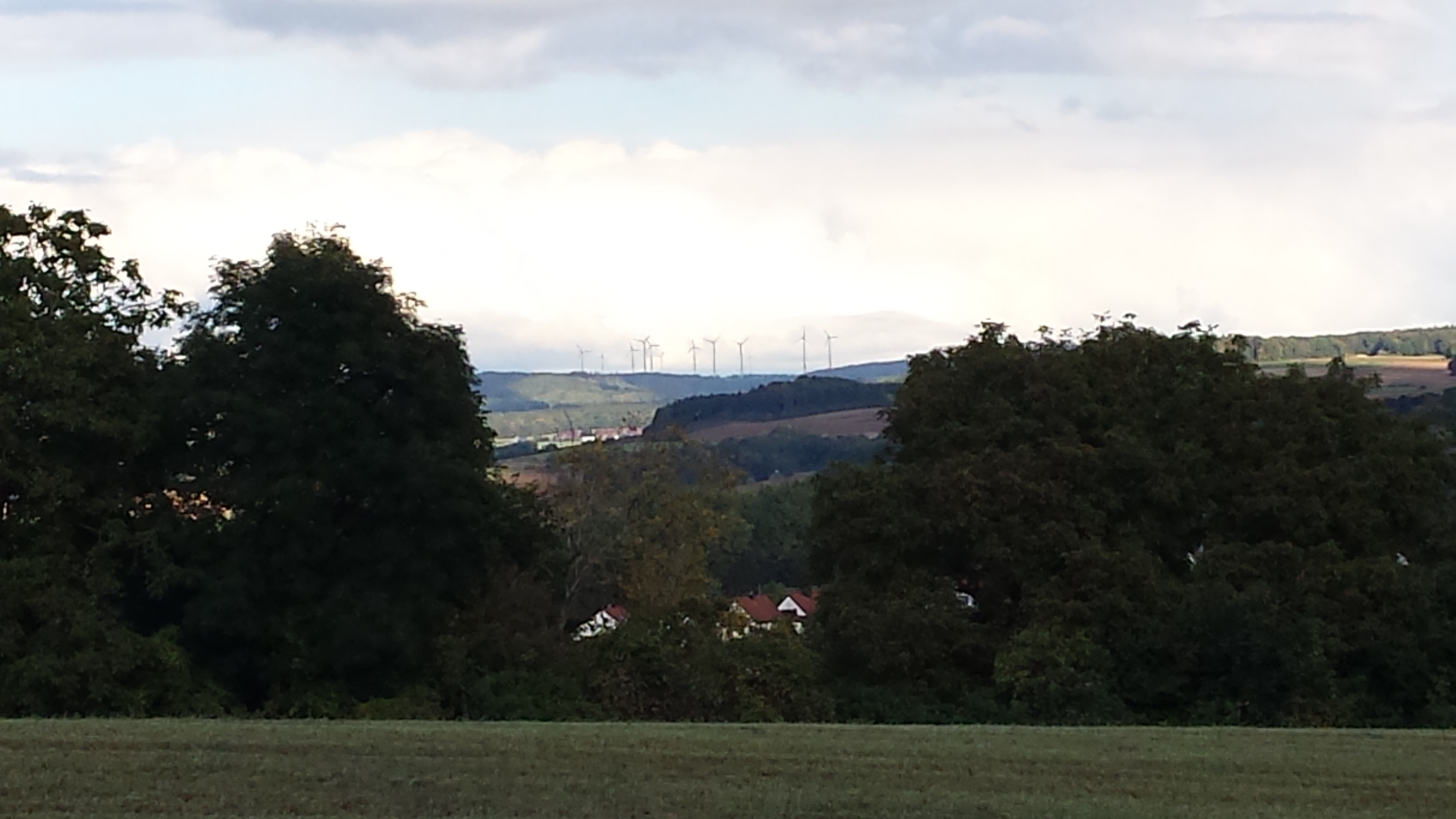
Windpark „Hahnenkamm“ bei Heidenheim im Naturpark Altmühltal. Gesehen aus der Entfernung von 15 km von einer Anhöhe bei Oettingen.

Die Stadt liegt an der Wörnitz, einem Nebenfluss der Donau, und befindet sich am Nordrand des Rieses, eines Meteoritenkraters von 25 km Durchmesser.

### Gemeindegliederung
Die Gemeinde hat 12 Gemeindeteile (in Klammern ist der Siedlungstyp angegeben):
- Bettendorf (Weiler)
- Breitenlohe (Weiler)
- Erlbach (Dorf)
- Heuberg (Kirchdorf)
- Lehmingen (Pfarrdorf)
- Lohe (Weiler)
- Mörsbrunn (Einöde)
- Niederhofen (Dorf)
- Nittingen (Dorf)
- Oettingen i.Bay. (Hauptort)
- Seehof (Einöde)
- Siegenhofen (Weiler)

Es gibt die Gemarkungen Erlbach, Heuberg, Lehmingen, Niederhofen, Nittingen und Oettingen in Bayern.

## Geschichte

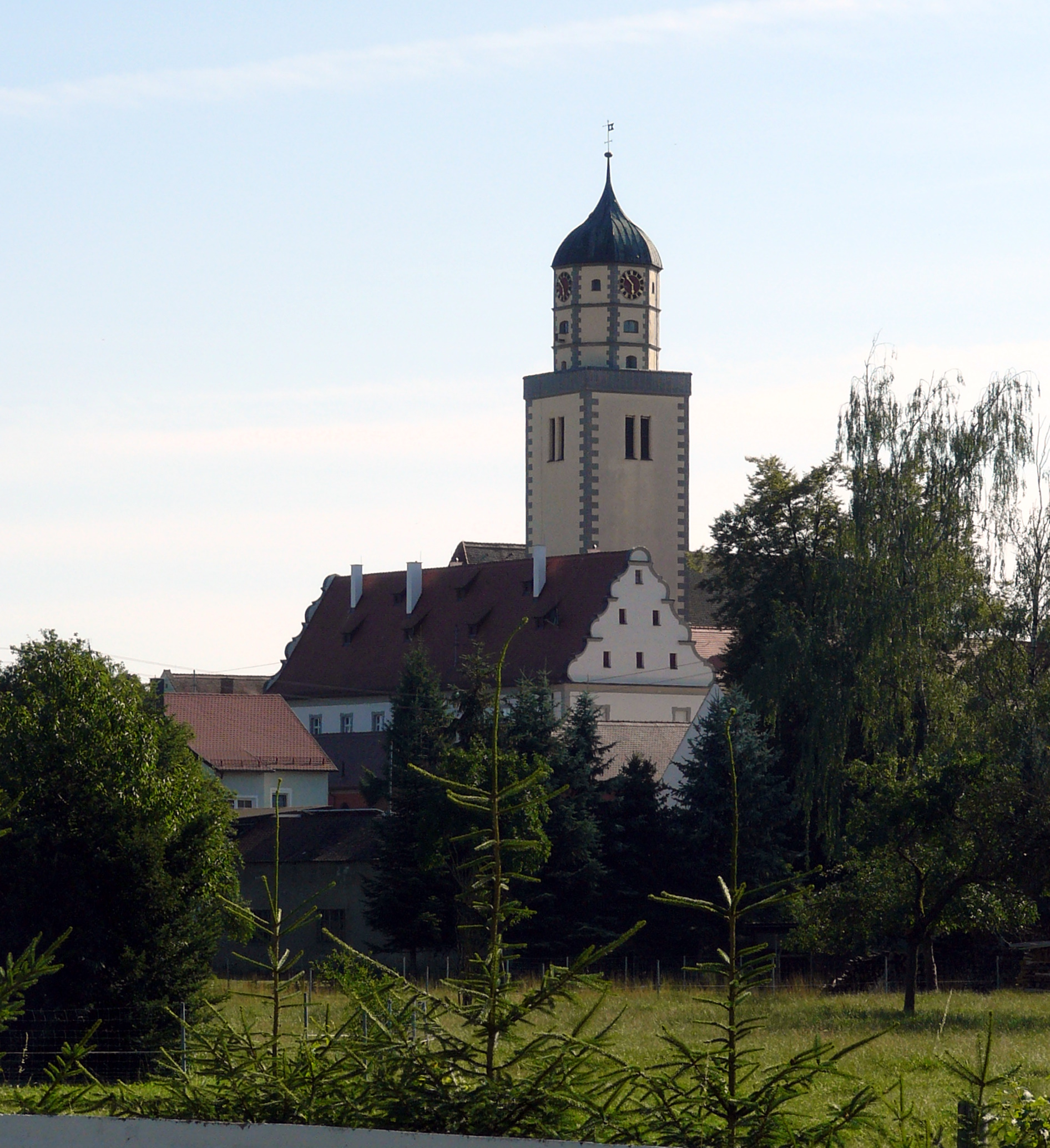
St.-Jakobskirche

### Bis zur Gemeindegründung
Die Gegend war schon um ca. 5000 v. Chr. besiedelt, wie jungsteinzeitliche Funde nachweisen. Auch haben Archäologen Reste einer Siedlung aus der Bronzezeit und eines Römerdorfes entdeckt.
Die Stadt war einige Jahrhunderte lang Hauptort der Grafschaft Oettingen. Von 1522 bis 1731 war Oettingen mit dem Alten Schloss und dem Neuen Schloss doppelter Herrschaftssitz der beiden fürstlichen Linien Oettingen-Oettingen bzw. Oettingen-Spielberg. Die Straßenseiten waren konfessionell gespalten und die städtischen Institutionen wurden gemeinsam oder oft auch abwechselnd besetzt. Aus diesem Grunde gab es auch zwei Synagogen in der Stadt. Der Julianische und der Gregorianische Kalender galten nebeneinander. Nach dem Dreißigjährigen Krieg wurde das Gebiet zur neuen Heimat zahlreicher Protestanten aus Österreich, die sich als Glaubensvertriebene dort niederließen und sich an der Überwindung der Kriegsfolgen beteiligten.
1806 kam Oettingen zum Königreich Bayern.

### 20. Jahrhundert
In der Reichspogromnacht 1938 wurde die 1853 in der Schäfflergasse neu errichtete Synagoge aufgrund der Nähe zu anderen Häusern nicht niedergebrannt, jedoch wurden Fenster, Inventar und Ritualgegenstände vernichtet, entweiht und entwendet. Daran beteiligt waren auch von Lehrern dazu angehaltene Schulkinder. Ein Teil der jüdischen Bewohner (66 im Jahr 1933) konnte auswandern, die letzten wurden 1941/42 (teilweise von anderen Orten aus) deportiert und ermordet. Im Zweiten Weltkrieg kam es in Oettingen zu starken Schäden durch Bombenangriffe. Am 23. Februar 1945 warfen die Alliierten im Rahmen der Operation Clarion aus 48 Flugzeugen rund 500 Bomben über der Kleinstadt ab. 199 Menschen starben.

### Eingemeindungen
Im Zuge der Gebietsreform in Bayern wurde am 1. Januar 1972 die Gemeinden Erlbach und Niederhofen eingegliedert, am 1. Juli 1973 kam Heuberg hinzu. Lehmingen folgte am 1. Juli 1976. Die Eingemeindungen wurden am 1. Mai 1978 mit der Eingliederung von Nittingen abgeschlossen.

### Einwohnerentwicklung
Zwischen 1988 und 2018 wuchs die Stadt von 4602 auf 5142 um 540 Einwohner bzw. um 11,7 %.

## Politik

### Stadtrat
Der Stadtrat besteht aus dem ersten Bürgermeister und 20 Stadträten. Die Stadtratswahlen 2014 und 2020 führten zu folgenden Ergebnissen und Sitzverteilungen:
| Partei/Liste                   | 2014          | 2014  | 2020          | 2020   |
| Partei/Liste                   | Stimmenanteil | Sitze | Stimmenanteil | Sitze  |
| CSU\|FWG                       | 37,3 %        | 8     | 32,8 %        | 7      |
| SPD                            | 30,2 %        | 6     | 33,4 %        | 7      |
| SLO (Stadtteilliste Oettingen) | 15,4 %        | 3     | 16,1 %        | 3      |
| PWG (Parteifreie Wählergruppe) | 11,7 %        | 2     | 12,2 %        | 2      |
| ABL (Aktive Bürgerliste)       | 5,4 %         | 1     | 5,5 %         | 1      |
| Gesamt                         | 100 %         | 20    | 100 %         | 20     |
| Wahlbeteiligung                |               |       | 68,4 %        | 68,4 % |

### Bürgermeister
Erster Bürgermeister ist Thomas Heydecker (SPD). Er ist seit 1. Mai 2020 im Amt. Die Wahl am 15. März 2020 gewann er mit 57,7 %  Stimmen gegen die Amtsinhaberin Petra Wagner (CSU).
An der Stadtspitze standen seit 1970:
- Hans Raidel von 1970 bis 1990 (ab 1990 Mitglied des Deutschen Bundestages)
- Dieter Paus von 1991 bis 2008
- Matti Müller von 2008 bis 2014 (in der Stichwahl 2008 mit 55,1 % gewählt)
- Petra Wagner von 2014 bis 2020 (2014 mit 52,1 % gewählt).

### Wappen
| Wappen von Oettingen in Bayern | Blasonierung: „In Rot ein silberner Schragen (Andreaskreuz).“                                           |
| Wappen von Oettingen in Bayern | Es entspricht dem Stammwappen der einstigen Stadtherren, der Grafen und späteren Fürsten von Oettingen. |

### Städtepartnerschaften
- Bagolino in der lombardischen Provinz Brescia, Italien (seit 2000)
- Rochechouart im Département Haute-Vienne, Region Nouvelle-Aquitaine, Frankreich (seit 2005)

## Kultur und Sehenswürdigkeiten

### Baudenkmäler
- Schloss Oettingen

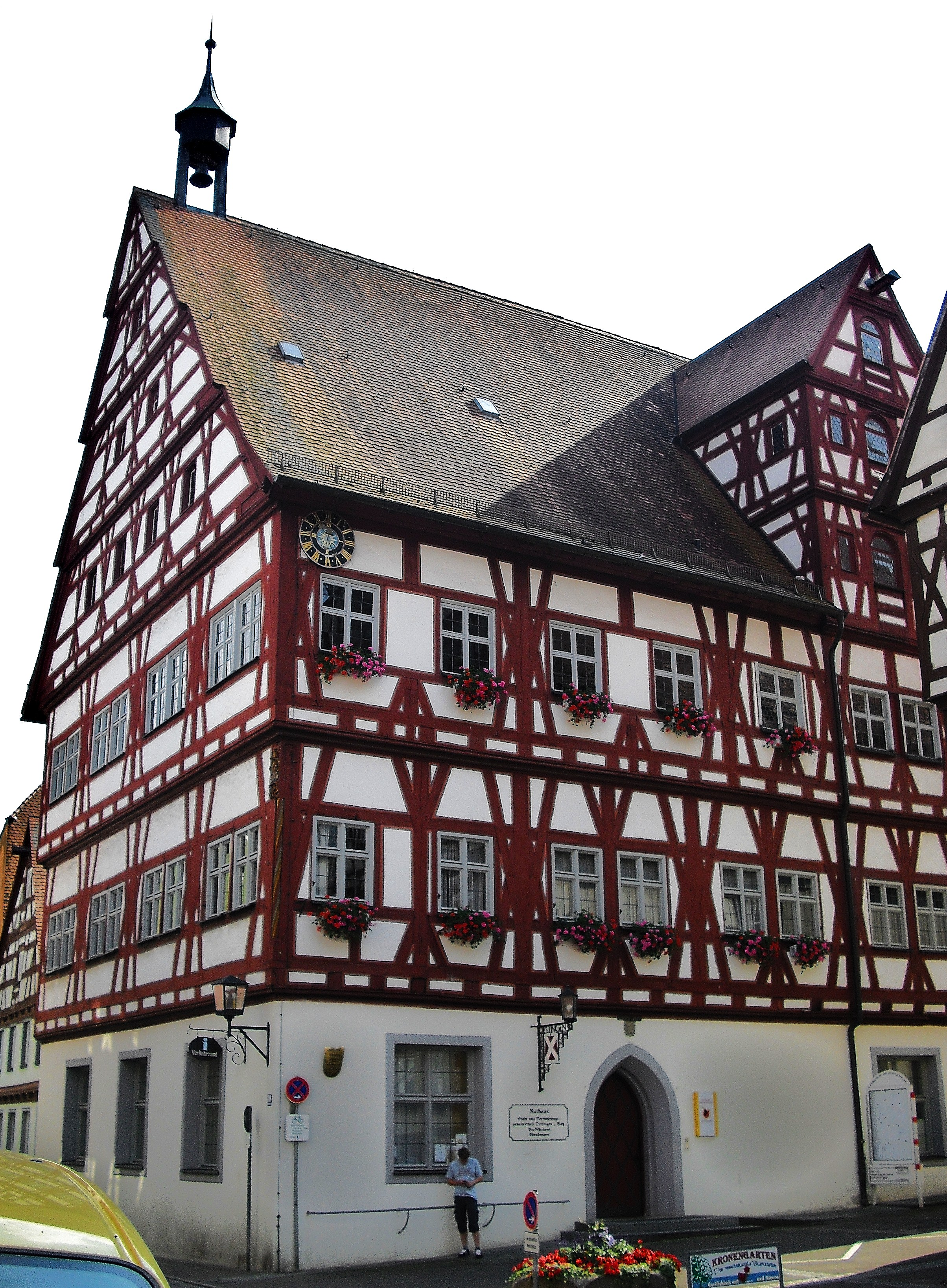
Rathaus

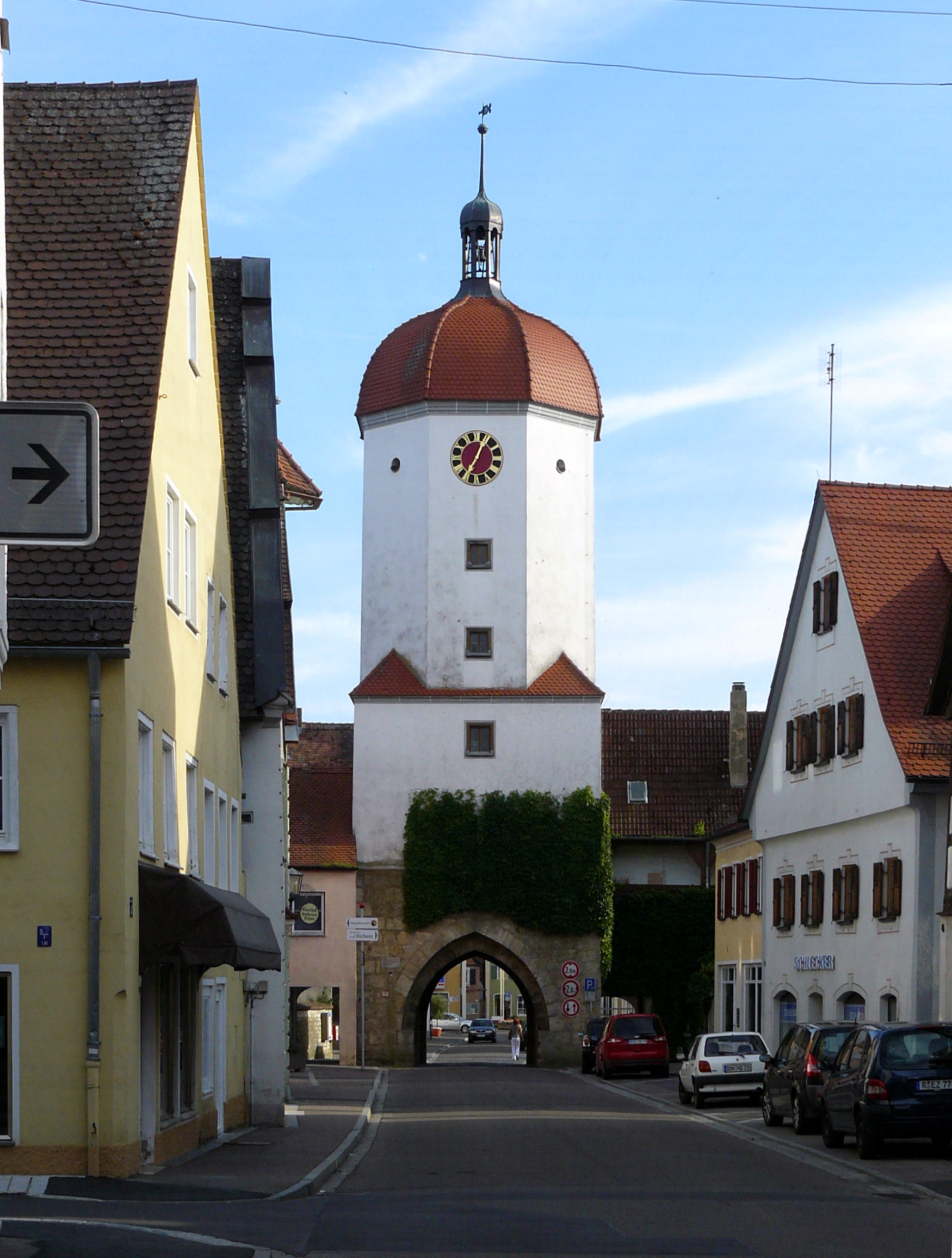
Königsturm

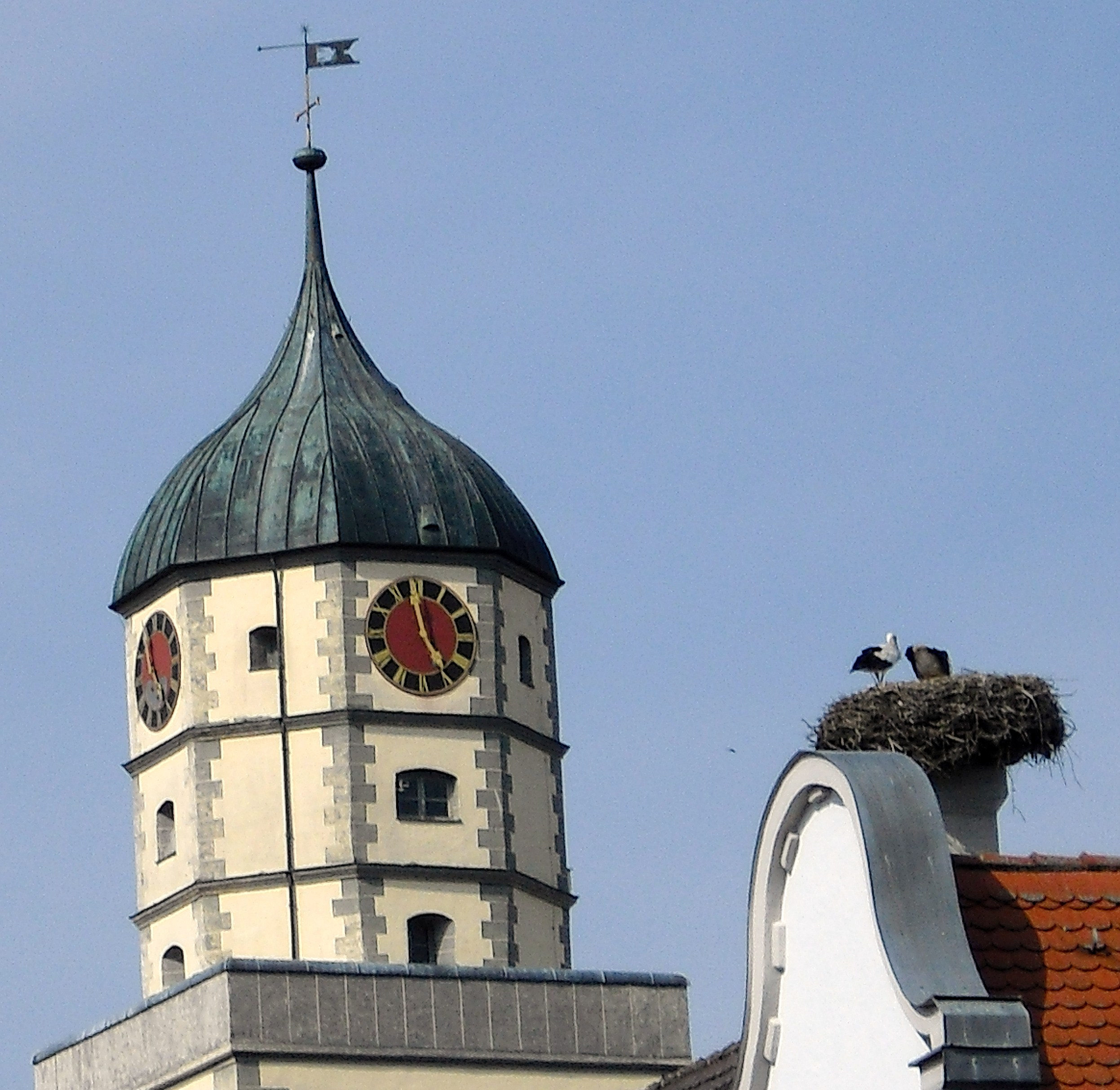
Turm der evangelischen St.-Jakobs-Kirche und Storchennest

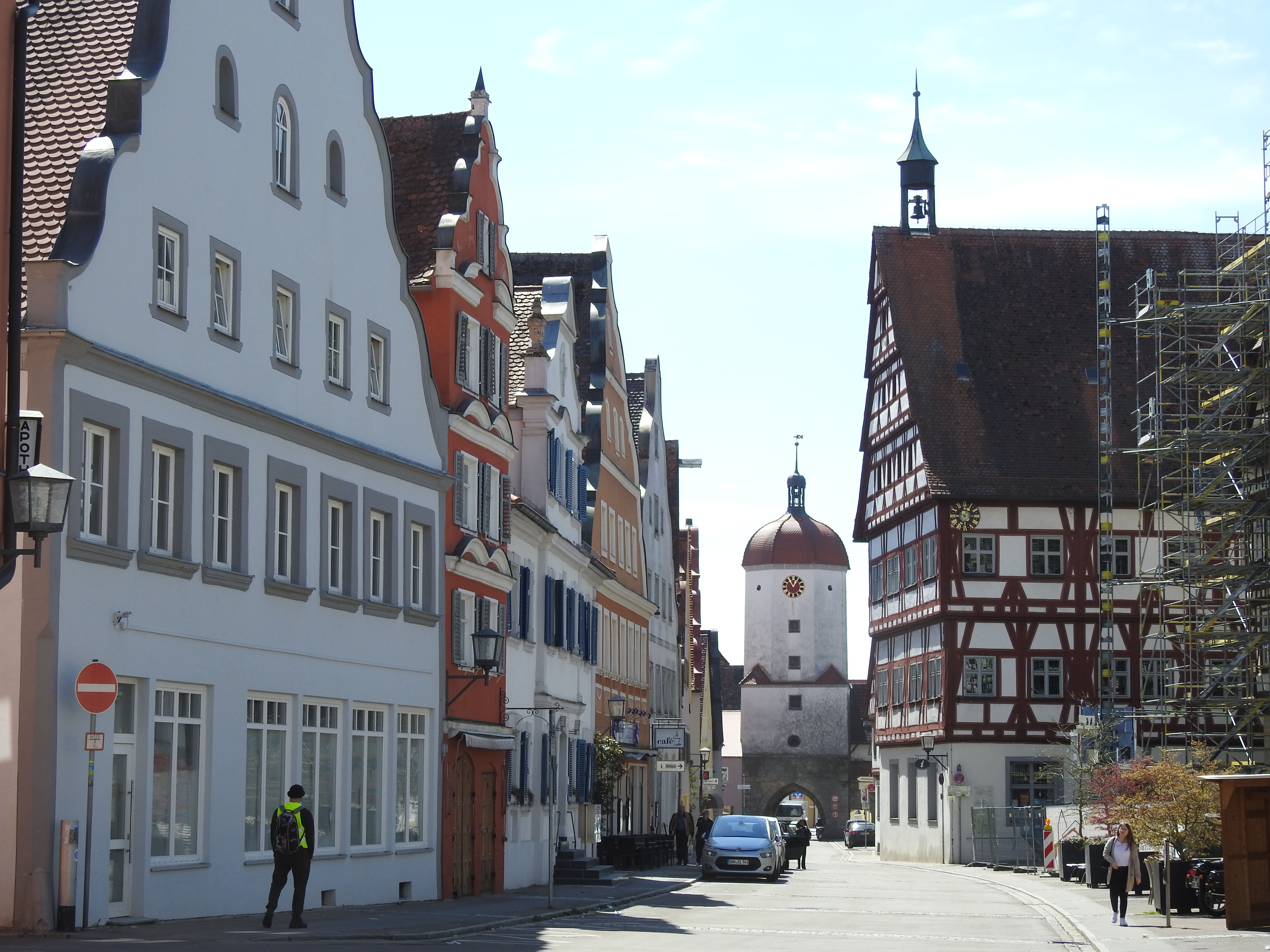
Schlossstraße in Oettingen mit Königstor

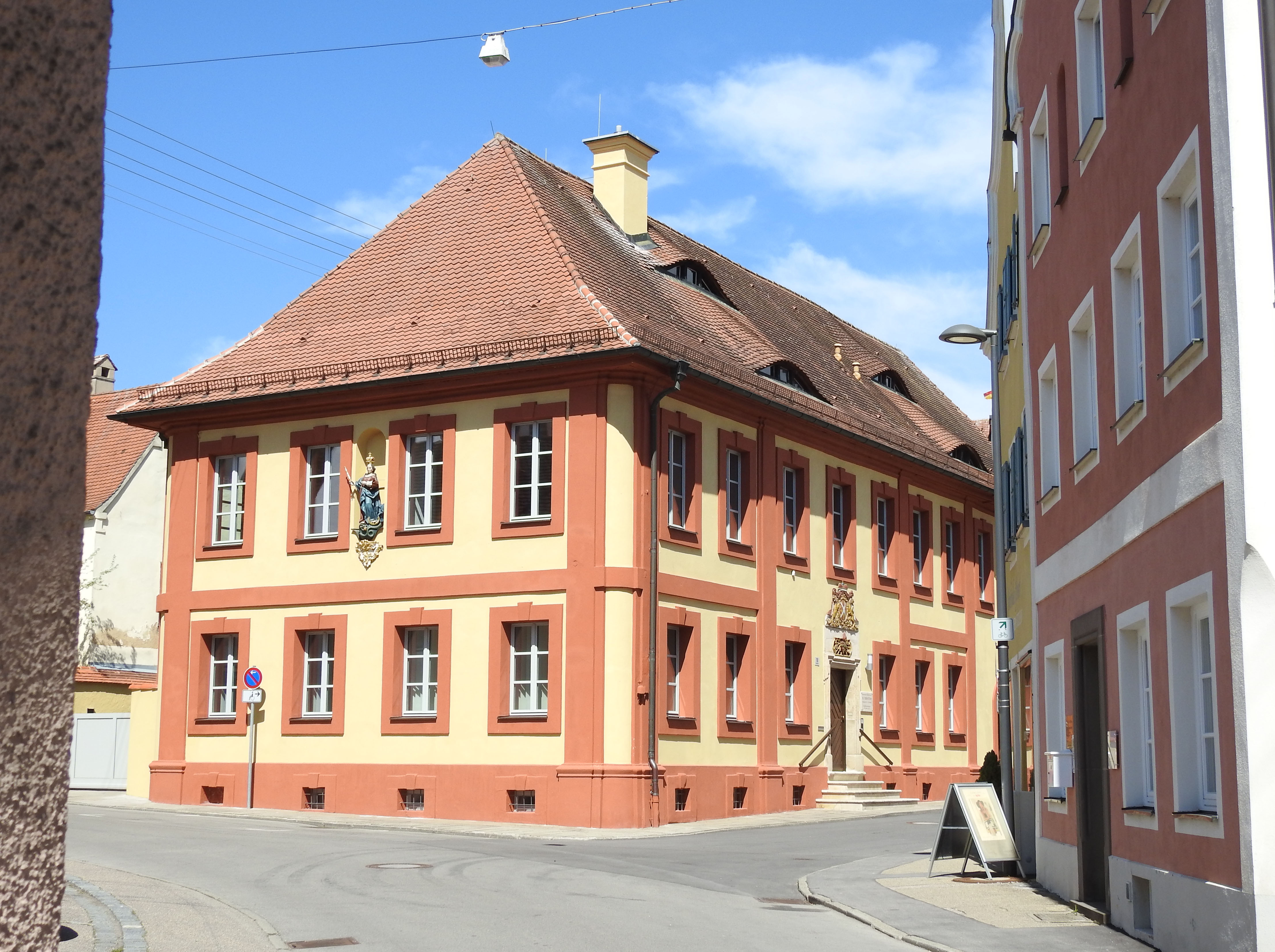
Kath. Pfarrhaus in Oettingen in Bayern

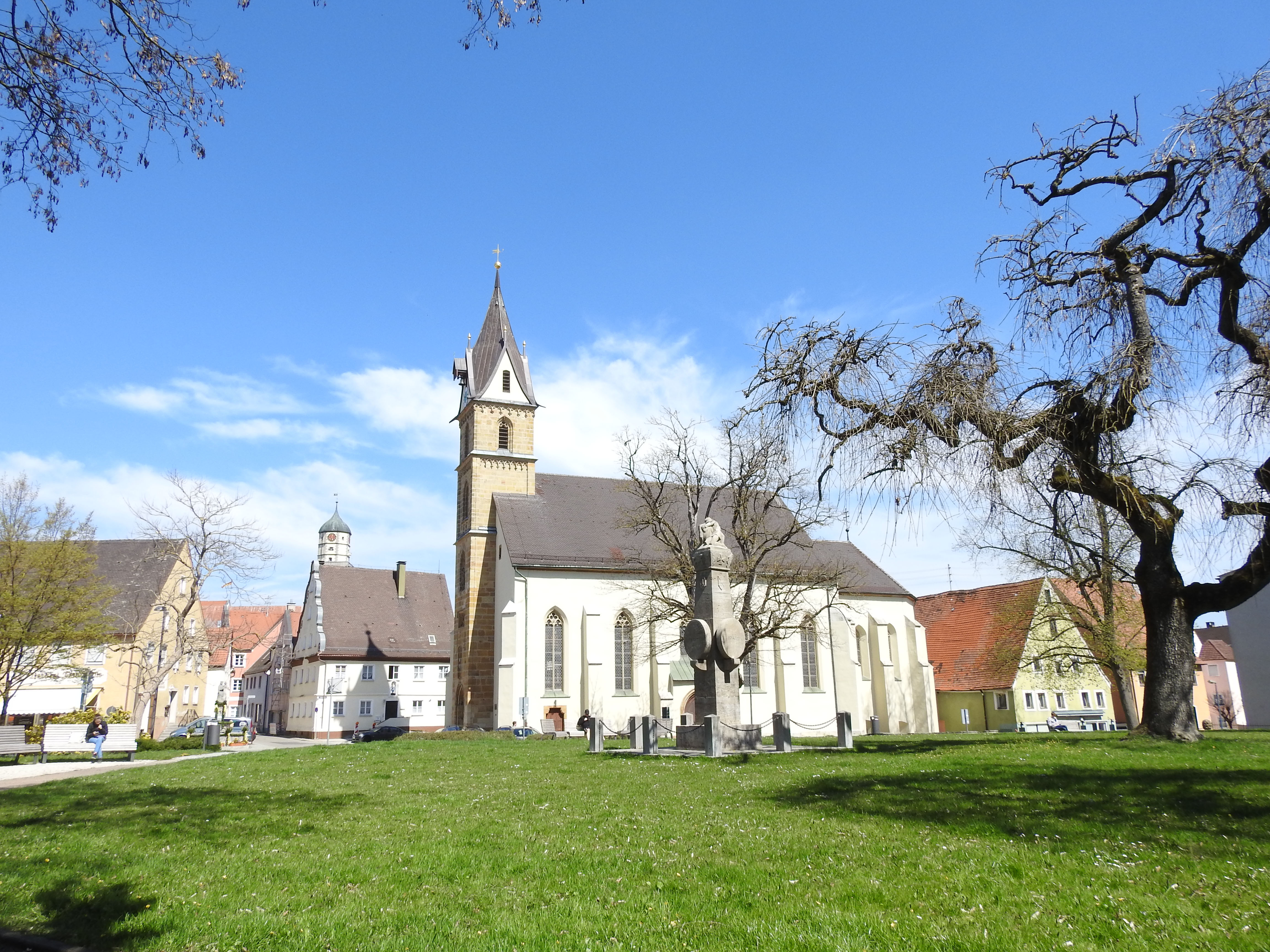
Kath. Pfarrkirche St. Sebastian

- Der sogenannte Königsturm des Unteren Tores ist der einzige sogenannte Turm der Stadtbefestigung. Vor diesem Tor befand sich die Untere Vorstadt, die wiederum durch ein äußeres Unteres Tor abgeschlossen war. Das Untergeschoss weist noch Reste des Turmes aus dem 13. Jahrhundert auf. 1594 bis 1596 erbauten die beiden Stadtherrschaften zusammen mit der Bürgerschaft einen neuen Turm. Im Inneren sind die Zellen des einstigen Stadtgefängnisses erhalten.
- Das Rathaus ist einer der prächtigsten Fachwerkbauten Schwabens. Das steinerne Erdgeschoss wurde 1431 gebaut, wie der Stein über dem Portal besagt. Die oberen Stockwerke und das eindrucksvolle Dachgebälk entstanden 1480. Seit der Generalsanierung (1986–1993) ist das danebenstehende bürgerliche Fachwerkhaus aus dem 17. Jahrhundert baulich angeschlossen. Das Rathaus ist Sitz der Stadtverwaltung und der Verwaltungsgemeinschaft Oettingen, im Erdgeschoss befindet sich das städtische Verkehrsamt.
- Der Marktplatz ist das Zentrum der Oettinger Innenstadt. Freitags findet dort ein Wochenmarkt statt. Bemerkenswert ist die architektonische Gestaltung: Auf der Ostseite befinden sich barocke Giebel, auf der Westseite Fachwerkgiebel.
- Oettinger Störche: Mindestens seit der Zeit des Grafen Ludwig XVI. (vor mehr als 400 Jahren) nisten in Oettingen Störche. Graf Ludwig war ein Freund dieser Vögel. Als nach einer Legende der Graf nach dem Schmalkaldischen Krieg die Stadt verlassen musste, seien auch die Störche weggezogen und nicht mehr wiedergekommen, ein Ereignis, an dem die Stadt großen Anteil nahm. Erst als der Graf nach langer Zeit im Jahre 1563 zurückkehrte, hätten sich auch die Störche wieder eingefunden und sind bis heute geblieben.
- Das Gebäude des Alten Gymnasiums wurde 1724 unter Fürst Albrecht Ernst II. zu Oettingen-Oettingen von  Baumeister Johann Christian Lüttich erbaut. Es beherbergte die 1563 gegründete Lateinschule, die der Ausbildung des Pfarrer- und Beamtennachwuchses dienen sollte, wie die Inschrift auf der Nordseite besagt. Die Westseite ist durch eine Nische mit Muschelabschluss geziert, in der jedoch nie eine Statue stand. Heute sind in dem Gebäude ein Seniorenzentrum und die Volkshochschule untergebracht.
- Die evangelische Pfarrkirche St. Jakob schließt den Schlossplatz im Osten ab. Die spitzbogigen Fenster der Westfassade erwecken den Eindruck einer gotischen Kirche. Sie wurden erst im 19. Jahrhundert dem neugotischen Stilempfinden entsprechend gestaltet. Der Innenraum verrät zwar noch seinen gotischen Ursprung im Chor, wurde aber unter Albrecht Ernst I. 1681 barock ausgeschmückt. Die Kirche war keine Urpfarrei; ihre Mutterkirche steht im drei Kilometer entfernten Ehingen. Als Oettingen 1312 selbständige Pfarrei wurde, begann man mit dem Neubau des Chores (vollendet 1326), 1430 mit dem des Langhauses. 1461 stand der Turm bis zum Kranz (Jahreszahl 1461 und Wappen an der Nordwand des Turmes). Das Oktogon wurde erst 1565 fertiggestellt. Bis in die 1930er Jahre wohnte dort ein Türmer. Bis um die Mitte des 18. Jahrhunderts befand sich um die Kirche ein Friedhof, aus dem die Grabplatten im Inneren der Kirche stammen. An ihr führt der Fränkisch-Schwäbische Jakobsweg vorbei, und dort beginnt der Bayerisch-Schwäbische Jakobusweg.
- Die katholische Pfarrkirche St. Sebastian hat ihren Ursprung in einem Blutwunder, das sich am Sebastianstag (20. Januar) 1467 an dieser Stelle ereignet haben soll. Graf Ulrich ließ eine Kapelle erbauen, die bald zu einer Kirche erweitert wurde. Zeitweise gab es dort eine beachtliche Wallfahrt. St. Sebastian gilt als Schutzheiliger auch gegen die Pest und ist der Schutzpatron des Rieses. Die Wemdinger bringen nach einem Gelübde aus dem Jahr 1647 in einer großen Prozession alle 20 Jahre eine Pestkerze nach Oettingen, zuletzt 2012. Sie ist neben dem Pestbild von 1490 rechts neben dem Chor zu sehen, in der Krypta befindet sich eine Sebastiansreliquie. Infolge der konfessionellen Aufteilung der Stadt wurde die Kirche 1563 zur katholischen Pfarrkirche. Mitte des 19. Jahrhunderts wurde das Kirchenschiff wegen Baufälligkeit abgerissen und neu erbaut. Die neugotische Innenausstattung wurde bei der Renovierung 1959–1963 entfernt. Die Figuren Anna Selbdritt und Heilige Familie stammen aus der St.-Anna-Kapelle.
- Gruftkirche: Die Kapelle ist der Rest einer um 1270 fertiggestellten Kirche. An der Ostfassade befindet sich ein romanischer Rundbogenfries über einem großen spitzbogigen Fenster. Rippen und Gewölbekappen zeigen die ursprüngliche rot-blaue Bemalung. Die Flächen sind mit Sternen verziert. An der Nordseite des Kirchenraums befindet sich ein schwach sichtbares Fresko: Christus als Weltenrichter in der Mandorla mit Maria und Johannes aus der Zeit um 1450. 1798 erfolgte der Umbau zur fürstlichen Gruftkapelle; von dem einst fünfjochigen Langbau blieben nur zwei Joche bestehen. Die klassizistische Innenausstattung sowie eine trauernde Frauengestalt, sich an einen Marmorsarkophag lehnend, sind nicht erhalten geblieben. Rechts und links des klassizistischen Portals befinden sich trauernde Figuren (Todesgenien) von Ignaz Ingerl. Der Turm, vermutlich aus dem 15. Jahrhundert, trägt an der Nordseite die Wappen von Oettingen, Seckendorf und Sonnenberg.
- Im Bereich des Gruftgartens ist die Keimzelle Oettingens anzunehmen. Dort lag vermutlich der Herrenhof, aus dem sich der alamannische ingen-Ort entwickelte. Schon für die Zeit um 750 nennen Güterverzeichnisse des Klosters Fulda Besitzungen in „otingen“. Im 11. Jahrhundert war dort vermutlich eine Burg, an die sich eine Siedlung mit Handwerkern anschloss. Burg und Ort wurden Mittelpunkt der erstarkenden Grafschaft Oettingen und Hauptsitz der Grafen zu Oettingen. In der Renaissance- und Barockzeit wurden Repräsentationsbauten neu- bzw. umgestaltet. Das sogenannte Alte Schloss gehörte der seit 1539 evangelischen älteren Linie Oettingen-Oettingen, die 1674 gefürstet wurde und im Mannesstamm mit Albrecht Ernst II. 1731 ausstarb. 1850 wurden die Schlossgebäude bis auf die Kapelle abgebrochen.
- Die Kapelle St. Leonhard befindet sich an der Stelle, wo einst eine alte Steinbrücke die Wörnitz überquerte. Neben der im Jahre 1500 erbauten Kapelle stand ursprünglich die Statue des Heiligen Nepomuk auf der alten Brücke. Die Kapelle birgt als Kostbarkeit einen gotischen Schnitzaltar. Die Figuren im Schrein stellen den Heiligen Leonhard mit Kette dar, flankiert vom Heiligen Wolfgang links und Heiligen Rochus rechts. Die Predella zeigt die Vierzehn Nothelfer. Die Figuren gehören alle in die Zeit um 1500. Bemerkenswert sind die Gemälde an den Seitenflügeln mit Szenen aus dem Marienleben (innen) und aus dem Leben des Heiligen Leonhard. Die Malereien lassen Einflüsse der Dürerschule erkennen.
- Auf der gegenüberliegenden Seite des Flusses stehen die St.-Anna-Kapelle mit dem alten Friedhof und das ehemalige Leprosenhaus. Die Kapelle wurde 1484 erstmals genannt und 1606–1608 in ihre heutige Form umgebaut. Die Kunstgegenstände aus der Kapelle sind eine Anna Selbdritt (um 1480/90), eine Pietá (Ende 15. Jahrhundert) und eine Heilige Familie (frühes 18. Jahrhundert), sie befinden sich jetzt in der katholischen Stadtpfarrkirche St. Sebastian. In dem ehemaligen Leprosenhaus befindet sich heute die evangelisch-lutherische Diakoniestation.
- Kalvarienbergkapelle
- Synagoge
- Marienbrunnen im Schlosshof: Vom Fußgängerdurchgang ist ein guter Blick in den Schlosshof auf den Brunnen mit der barocken Mariensäule von 1723 möglich.
- Mitte des 19. Jahrhunderts wurde der Hofgarten, der vorher im französischen Stil gestaltet war, nach der damaligen Mode in einen englischen Garten umgestaltet. Beeindruckend ist der alte Baumbestand mit zum Teil 200-jährigen Exemplaren. Der Hofgarten ist heute zum Teil öffentlich begehbar.
- Die Orangerie wurde 1726 von Francesco de Gabrieli für die Linie Oettingen-Spielberg erbaut. Sie gehörte zu einem Park im französischen Stil und diente als Gewächshaus und zur Unterbringung seinerzeit moderner exotischer Pflanzen wie Orangen- und Zitronenbäume oder Palmen. Seit einem Umbau in den 1950er Jahren ist sie Wohnsitz der fürstlichen Familie Oettingen-Oettingen und Oettingen-Spielberg.
- Die Stadtmauer aus der staufischen Zeit ist als Mauerring fast durchgehend erhalten. Der Wehrgang wurde jedoch Anfang des 19. Jahrhunderts abgebrochen und ist nur noch an wenigen Stellen vorhanden. Die Stadtbefestigung aus dem 13. Jahrhundert mit ihren drei Toren (und den jeweils davor angesiedelten „Vorstädten“) muss man sich so vorstellen: Um die Innenstadt führte ein Wassergraben, der auf Zugbrücken an den Toren überquert werden konnte. Hinter dem Wassergraben stieg ein Erdwall an. Zwischen diesem Erdwall und der eigentlichen Stadtmauer mit einem Wehrgang lag noch ein trockener Graben als weiteres Annäherungshindernis. Die Tortürme und mehrere Türme in der Mauer schützten gefährdete Punkte.

### Museen
- Heimatmuseum Oettingen
- Schlossmuseum Oettingen, eröffnet 17. März 2019[13]
- Brauereimuseum Fürnheim

### Badeinsel mit Wörnitz-Flussbad
Durch einen Altwasserarm bildet die Wörnitz in Oettingen eine Insel, die zahlreiche Möglichkeiten zur Freizeitgestaltung bietet. Neben dem Wörnitz-Flussbad und einem Kinderbecken befinden sich dort unter anderem ein Wildgehege, zwei Volleyballplätze, ein Fußballplatz, eine Minigolfanlage, eine Kneippanlage mit Wassertretbecken und ein Biergarten.

### Geopark Ries-Infozentrum
Bebilderte Infotafeln vermitteln Informationen über die Nationalen Geoparks in Deutschland, den Geopark Ries und die besonderen Gesteine des Einschlagkraters. Das Infozentrum Oettingen verdeutlicht anhand zahlreicher Exponate und Schautafeln sowie eines Modells des Meteoritenkraters die wechselvolle Geschichte der Besiedlung des Nordrieses.

## Wirtschaft und Infrastruktur

### Verkehr

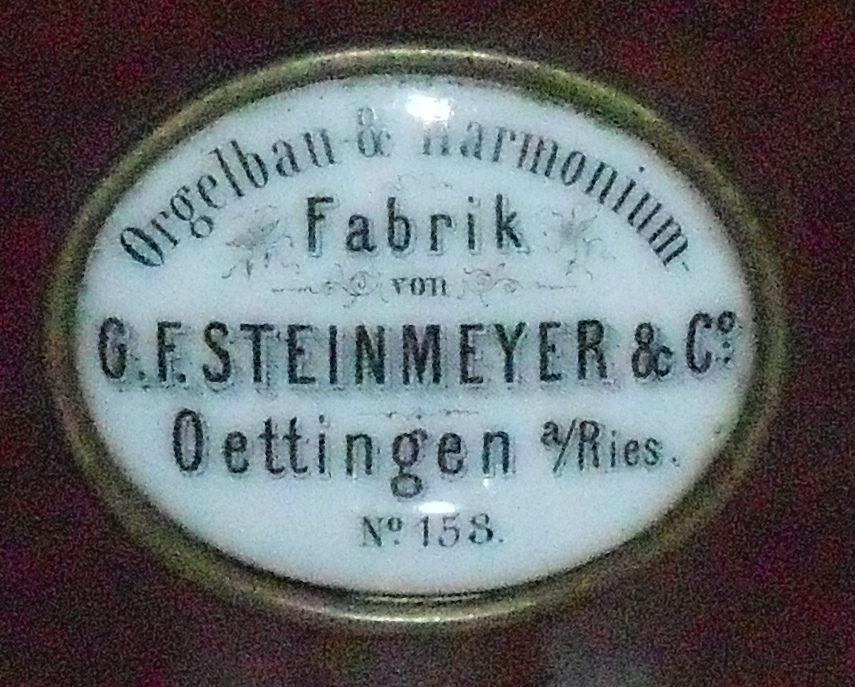
Porzellan-Firmenschild Steinmeyer an einer Orgel

Oettingen liegt an der Bahnstrecke Nördlingen–Gunzenhausen, auf der derzeit kein regulärer Personenverkehr stattfindet.
Die Bundesstraße 466 durchquert den Ort. Von ihr zweigen die Staatsstraßen 2214 und 2216 ab.

### Ansässige Unternehmen
Heute hat die Stadt neben zahlreichen Handwerksbetrieben auch Holz- und Metallverarbeitung aufzuweisen, unter anderem  die Lessmann GmbH, einer der weltweit größten Bürstenhersteller, und eines der zwei deutschen Werke des Fenster- und Türenherstellers Jeld-Wen. Mit der Oettinger Brauerei befindet sich eine der größten deutschen Brauereien im Ort. Außerdem gab es dort die Orgelbaufirma Steinmeyer, die u. a. die Orgel der Stadt Akureyri in Island geliefert hat. Das bekannteste Werk von Steinmeyer ist die damals weltgrößte Kirchenorgel im Passauer Dom. Das ehemalige Fabrikgebäude im historistischen Stil ist noch zu sehen.

## Persönlichkeiten

### Söhne und Töchter der Stadt
Nach Geburtsjahr geordnet
- Hans Felder (vor 1440–nach 1504), Baumeister der Spätgotik
- Johannes Kingsattler (1486–1534), Rektor der Universität Tübingen
- Hieronymus Wolf (1516–1580), Humanist und Begründer der deutschen Byzantinistik
- Heinrich Wolff (1520–1581), Mediziner, Stadtarzt in Nürnberg
- Raimund Minderer (1570–1621), Arzt (Stadtphysikus) von Augsburg, später kaiserlicher Leibarzt
- Joachim Ernst von Oettingen-Oettingen (1612–1659), Graf zu Oettingen-Oettingen
- Maria Dorothea Sophia von Oettingen (1639–1698), Herzogin von Württemberg
- Albrecht Ernst I. zu Oettingen-Oettingen (1642–1683), 1. Fürst zu Oettingen-Oettingen
- Johann Georg Conradi (1645–1699), Komponist, Organist und Kapellmeister
- Johann Georg Brix (1665–1742), Stuckateur
- Albrecht Ernst II. (Oettingen-Oettingen) (1669–1731), kaiserlicher General der Kavallerie, 2. Fürst zu Oettingen-Oettingen
- Christine Luise von Oettingen-Oettingen (1671–1747), Großmutter von Kaiserin Maria Theresia
- Henriette Dorothea von Oettingen-Oettingen (1672–1728), Fürstin von Nassau-Idstein
- Johann Melchior von Killinger (1689–1747), Gutsbesitzer und herzoglich-württembergischer Oberkriegskommissar
- Georg Christian von Knorr (1691–1762), Theologe, habsburgischer Staatsbeamter
- Georg Friedrich von Killinger (1702–1766), herzoglich-württembergischer Oberkriegskommissar und Kammerjunker
- Johann Aloys I. zu Oettingen-Spielberg (1707–1780), Fürst des Fürstentums Oettingen-Spielberg
- Johann Friedrich Camerer (1720–1792), Jurist, Gerichtsoffizier, Volkskundler und archäologischer Pionier des 18. Jahrhunderts
- Johann Paul Carl von Moll (1735–1812), deutsch-österreichischer Paläontologe und Zoologe
- Johann Melchior von Killinger (1740–1777), Rittmeister und Obristwachtmeister in der Kurpfalz
- Georg Heinrich Lang (1740–1806), evangelischer Theologe und Schriftsteller
- Franz Xaver Hammer (1741–1817), Gambist, Cellist und Komponist
- Johann Nepomuk von Wolf (1743–1829), römisch-katholischer Bischof von Regensburg
- Eleonore von Liechtenstein (1745–1812), Fürstin von Liechtenstein
- Ernst Alois von Meisrimmel (1786–1853), königlich-württembergischer Generalmajor
- Alois III. zu Oettingen-Spielberg (1788–1855), Standesherr
- Johann Georg Bartholmä (1805–1839), Schriftsteller
- Otto zu Oettingen-Spielberg (1815–1882), Standesherr
- Felix Friedrich von Lipowsky (1824–1900), Regierungspräsident in Niederbayern
- Gustav Gehring (1827–1893), rechtskundiger Bürgermeister der Stadt Landshut von 1864 bis 1892
- Carl von Braun (1852–1928), Jurist, Präsident des Oberlandesgerichts Augsburg
- Josef Krägel (1853–1932), Theaterschauspieler und -regisseur, Bassist und Komponist
- Johannes Steinmeyer (1857–1928), Orgelbauer
- August Vetter (1862–1923), Antiquar und Heimatforscher
- Konrad Beißwanger (1869–1934), Autor, Buchdrucker und Politiker
- Franz Klingler (1875–1933), Politiker (SPD)
- Christian Herbst (1879–1966), Beamter, Regierungspräsident in Lüneburg
- Karl Friedrich Gustav Hetzel (1889–1966), Wasserbauingenieur
- Hans Steinmeyer (1889–1970), Orgelbauer und Unternehmer
- Joseph Dantonello (1891–1945), Komponist, Musikpädagoge, Sänger und Dirigent
- Theodor Schieder (1908–1984), Historiker, Rektor der Universität Köln
- Rainer Stadelmann (1933–2019), Ägyptologe
- Paul Steinmeyer (1933–2019), Orgelbauer
- Eduard Beutel (* 1943), Träger des Bundesverdienstkreuzes
- Dirk Kollmar (1963–2014), Manager und Sportfunktionär
- Julia Pink (* 1976), Pornodarstellerin
- David Jarsetz (* 1980), evangelischer Theologe und Missionar
- Alexandra Shaw (* 1983), Basketball-Nationalspielerin
- Marco Haller (* 1984), Fußballspieler
- Robert Strauß (* 1986), Fußballspieler
- Michael Beutel (* 1988), Weltmeister im Sportschießen 2006

### Ehrenbürger
Liste (unvollständig) nach Jahr der Verleihung (in Klammern):
- Friedrich Philipp August Buhler (1822–1895), (1892)
- August Gramenstetter (1822–1899), Wundarzt, Chirurg und Geburtshelfer, (1897)
- Georg Friedrich Steinmeyer (1819–1901), Orgelbauer und Unternehmer (1899)
- Johannes Steinmeyer (1857–1928), Orgelbauer und Unternehmer (1927)
- Hans Steinmeyer (1889–1970), Orgelbauer und Unternehmer (1964)
- Anton Jaumann (1927–1994), deutscher Jurist und Politiker (1978)
- Caritas (Marie Luise) Hopfenzitz (* 2. November 1913 im Stadtteil Nittingen, † 24. Januar 2005 in Daegu, Südkorea), Missionarin (1979)[16]
- Franz Bachmayr, ab 1. Juli 1955 erster Chefarzt des Krankenhauses (1995)[17]
- Hans Raidel (* 1941), von 1970 bis 1990 Erster Bürgermeister und von 1990 bis 2009 Mitglied des Deutschen Bundestages (2011)[17]
- Dieter Paus (1944–2024), Erster Bürgermeister (1991–2008) (2018)[17][18]

### Mit Oettingen verbunden
- Franz de Gabrieli (auch: Francesco und Franz Joseph) (1688–1726), ein Graubündner Architekt und Stuckateur.
- Georg Adam Michel (1708–1780), lutherischer Theologe, Generalsuperintendent und Konsistorialrat
- Johann Georg Mettenleiter (1812–1858), Komponist und Organist, war Chorregent an der Stadtpfarrkirche